# Lucrecia Kasilag
Lucrecia Kasilag y Roces (San Fernando de La Unión, 31 de agosto de 1917-Manila, 16 de agosto de 2008) fue una compositora y profesora filipina de música. Inicialmente estudio música en Filipinas y posteriormente en la Escuela Eastman de Rochester (Nueva York).
Entre sus profesores se encuentra Wayne Barlow.
También llegó a ser directiva del reconocido Centro Cultural de Filipinas , representante de la Liga de Compositores de Asia y directora de la Sociedad Filipina para la Educación Musical. Asimismo fue una de las fundadoras de la compañía de danza Bayanihan.
Su labor creativa está acreditada por más de 250 composiciones musicales, desde canciones populares hasta conciertos de piano y óperas, no dejando su labor compositiva hasta el año de su fallecimiento, con 90 años.
Entre sus méritos hay que incluir también haber incluido los instrumentos musicales indígenas filipinos en la orquesta.

## Premios y reconocimientos
- 1989. Artista Nacional del año, otorgado por el gobierno de Filipinas.
- 1984. Doctor honoris causa en Bellas Artes por la universidad St. John de Nueva York.
- 1980. Doctor honoris causa en Derecho por la Universisas Femenina de Filipinas.
- 1975. Doctor honoris causa en Música por la Universidad Centro Escolar (Filipinas).

## Composiciones (selección)
- 1941. Mañana de abril
- 1950. Tema y variaciones (basado en la tonada popular filipina “Walay Angay”
- 1991. Elegía en monte Pinatubo
- 1958. Toccata para percusiones y vientos.
- 1963. La leyenda de Sarimanok
- 1965. Filiasiana
- 1969. Dularawan

## Bandas sonoras
- 1960. Documental "Shell"
- 1981. Way-Waya
- 1983. Hula